# Josef Kalt
Josef Kalt, född 20 september 1920, död 21 februari 2012, var en schweizisk roddare.
Kalt blev olympisk silvermedaljör i tvåa utan styrman vid sommarspelen 1948 i London.